# S. W. T. Lanham
Samuel Willis Tucker Lanham (4 de julho de 1846 — 19 de julho de 1908) foi o 23º governador do estado americano de Texas, de 20 de janeiro de 1903 a 15 de janeiro de 1907.